# Johannes de Primis

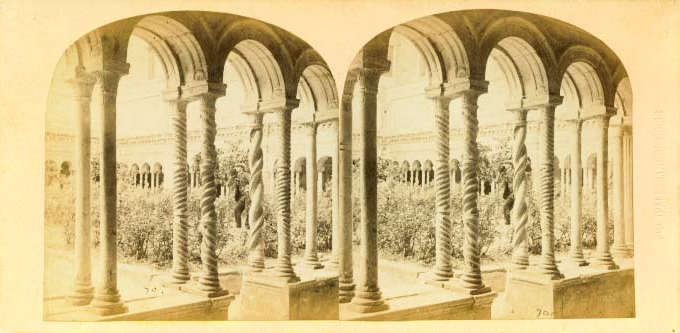
Abdij Sint-Paulus buiten de Muren, Rome

Johannes de Primis (Catania, 1390/1400 – Napels, 21 januari 1449) was een Rooms prelaat in Italië. Johannes was benedictijner abt, kardinaal (1446-1449) en administrator van het bisdom Catania (1447-1449), zijn geboortestad; Catania lag in het koninkrijk Napels en Sicilië, deel van de Kroon van Aragon.

## Namen
Andere namen van hem zijn Giovanni De Prim of De Primi, of ook Johannes van Sicilië, in het Italiaans Giovanni di Sicilia en kerklatijn Ioannes Siculus.

## Levensloop
Zijn ouders in Catania betaalden studies van Romeins recht aan de universiteit van Padua in de jaren 1415-1420. In 1422 trad Johannes binnen in de orde der benedictijnen, meer bepaald in de abdij Santa Giustina in Padua. Als monnik zette hij zijn studies aan de universiteit verder. Hij behaalde er nog een doctoraat in beide rechten en een diploma in de theologie. In zijn periode in Padua onderwees hij aan zijn medebroeders theologie.
In 1426 verhuisde Johannes naar de abdij Sint-Paulus buiten de Muren in Rome. Een jaar later werd hij abt van deze abdij (1427). Hij hield zich bezig met restauratiewerken. Johannes bleef er abt tot 1438, toen hij terugkeerde naar Padua. Vanuit Padua bereidde hij elk jaar de generale kapittels van de benedictijnen voor. Tweemaal gedurende een jaar bekleedde hij het ambt van generaal-abt der benedictijnen. Paus Eugenius IV belastte Johannes met de uitvoering van hervormingen in verschillende benedictijner abdijen in Italië, zowel mannelijke als vrouwelijke kloosters.
Paus Eugenius IV benoemde Johannes tot abt van Monte Cassino in 1441. Deze abdij was de speelbal geworden tussen de vechtende legers van koning Alfons V van Aragon en koning René I van Anjou. Abt Johannes kreeg de pauselijke opdracht mee om tijdens deze oorlog om Napels de bevoorrading van de abdij te vrijwaren, vechtende ridders voor de zaak van Monte Cassino te steunen en een minimum aan kerkdiensten te organiseren. René I van Anjou werd in 1442 met geweld afgezet als koning van Napels, ten gunste van Alfons V van Aragon. Johannes bleef er abt tot 1444. 
Eugenius IV verzoende zich met de nieuwe heerser in Napels, Alfons V van Aragon. Johannes werd als pauselijk legaat naar Napels gestuurd. Hij had meerdere financiële gunsten mee voor Alfons V van Aragon. In Catania, de geboortestad van Johannes, erkende de paus de eerste universiteit of Studium Generale op Sicilië (1444), een universiteit die Alfons V van Aragon enkele jaren eerder had opgericht. Johannes moest bovendien alle benedictijnen van Sicilië samenroepen voor een algemeen kapittel; dit paste in een groter plan van hervormingen bij de benedictijnen van Sicilië. Enkele abten zegden op voorhand al hun steun toe. Tijdens zijn officieel bezoek aan Napels was koning Alfons V van Aragon (of Alfons I van Napels) opgetogen dat Johannes goede relaties aanbracht met de Pauselijke Staat; in ruil betuigde Alfons V de eed van trouw aan de Heilige Stoel in handen van Johannes. 
Eugenius IV schonk aan Johannes als beloning de kardinaalshoed in 1446. De titelkerk werd de Santa Sabinakerk in Rome. Enkele weken voor Eugenius stierf, benoemde Eugenius Johannes nog tot bisschop van Catania (1447). Deze bisschopstroon was vrijgekomen doordat de franciscaan Giovanni de Piscibus was buitengewerkt als bisschop van Catania, en dit als een neveneffect van Johannes’ hervorming van de benedictijnen in Sicilië. Paus Eugenius IV betaalde alle schulden die de Piscibus had gemaakt, zodat Johannes er met een schone lei kon beginnen. Eugenius’ opvolger, paus Nicolaas V, bevestigde de benoeming van Johannes als bisschop-administrator van Catania. Er bestaan geen bronnen die aangeven dat Johannes ooit een bisschopswijding heeft ontvangen.
Johannes overleed in Napels in 1449; zijn lichaam werd begraven in de benedictijnerkerk San Severino in Napels. Deze kerk valt onder het gezag van de abdij van Monte Cassino.